# Dheetur, Harihar
Dheetur là một làng thuộc tehsil Harihar, huyện Davanagere, bang Karnataka, Ấn Độ.